# Devin Grayson
Devin Kalile Grayson, nacida Jennifer Eisenman; (New Haven, Connecticut, 19 de julio de 1970) es una escritora estadounidense de cómics y novelas. Ha escrito guiones para diversos títulos de las editoriales DC Comics y Marvel Comics, entre ellos Catwoman, Nightwing, X-Men y Ghost Rider, así como el título User, para el sello editorial Vertigo.

## Primeros años
Grayson nació en New Haven, Connecticut y creció en el norte del estado de California, Estados Unidos. Su primera aspiración fue la actuación; estudió en el California Shakespeare Festival y asistió a la San Francisco School of the Arts, pero mientras estudiaba en un colegio universitario, decidió dedicarse a la escritura, para posteriormente cambiarse al Bard College en Nueva York, Estados Unidos.

## Carrera
El primer guion de historieta escrito por Grayson que fue publicado fue «Like Riding a Bike», una historia de diez páginas que apareció en el título Batman Chronicles en 1997. Le siguieron trabajos para las editoriales DC Comics y Marvel Comics, escribiendo para personajes como Catwoman, Nightwing, X-Men y Ghost Rider, entre otros.

## Vida personal
Grayson es abiertamente bisexual, lo cual ha atraído atención generalmente positiva a su trabajo como escritora. Padece diabetes mellitus tipo 1 que requiere administración de insulina, vive con Cody, un perro de asistencia entrenado para darle alerta ante disminuciones severas de sus niveles de glucosa sanguínea; y es voluntaria de la organización Early Alert Canines, que entrena perros de asistencia. También ha experimentado depresión crónica.

## Premios y nominaciones
- 1999 Lulu Award - Kimberly A. Yale Award por Mejor Nuevo Talento.[8]
- 1999 Comic Buyer's Guide Award a Escritor Favorito (nominación).[9]
- 2000 Comic Buyer's Guide Award a Escritor Favorito (nominación).[10]
- 2001 GLAAD Media Award por Historieta Sobresaliente (por User, nominación).[3]

### DC Comics
- Batman Plus Arsenal N.º 1 (1997)
- Batman Secret Files and Origins N.º 1 (1997)
- The Batman Chronicles N.º 7, 9, 12, 18, 20 (1997, 1997, 1998, 1999, 2000)
- Arsenal N.º 1–4 (1998)
- Catwoman Nº54–71, 1000000, Annual N4 (1998–1999)
- Batman Annual Nº22 (1998)
- Superman Adventures Nº18 (1998)
- Nightwing/Huntress N.º 1–4 (1998)
- Batman 80 Page Giant N.º 1 (1998)
- Batman Villains: Secret Files & Origins N.º 1 (1998)
- JLA/Titans N.º 1–#3 (1998–1999)
- DCU Holiday Bash II, III (1998, 1999)
- The Titans Secret Files N.º 1 (1999)
- The Titans N.º 1–20 (Nº14 escrito junto con Brian K. Vaughan; #13, 17–20 escrito junto con Jay Faerber) (1999–2000)
- Detective Comics Nº731, 741 (1999, 2000)
- Batman Nº564, 574 (1999, 2000)
- Batman: Legends of the Dark Knight Nº116, 126, 177–178 (1999, 2000, 2004)
- Shadow of the Bat #84, 92, 94 (1999, 1999, 2000)
- JLA #32 (escrito junto con Mark Waid) (1999)
- Nightwing Secret Files N.º 1 (1999)
- Relative Heroes N.º 1–6 (2000)
- Batman: Gotham City Secret Files N.º 1 (2000)
- Batman: Gotham Knights N.º 1–11, 14–18, 20–32 (2000–2002)
- Nightwing #53, 71–100, 107–116, Annual N.º 1 (2001, 2002–2006)
- Batman/Joker: Switch (2003)
- Year One: Batman/Ra's Al Ghul N.º 1–2 (2005)

### DC Comics/Vertigo
- User N.º 1–3 (2001)

### DC Comics/Wildstorm
- Everquest: Transformation (2002)
- Matador N.º 1–6 (2005–2006)

### Marvel Comics
- Black Widow (Vol. 1) N.º 1–3 (1999)
- Black Widow: Break Down N.º 1–3 (escrito junto con Greg Rucka, 2001)
- Ghost Rider: The Hammer Lane N.º 1–6 (línea Marvel Knights, 2001)
- X-Men: Evolution N.º 1–8 (2001–2002)
- Girl Comics N.º 1 (únicamente la historia sobre los X-Men, 2010)

### Novelas
- Batman: Rise of Sin Tzu (publicada por Aspect, 2003)
- Smallville: City (publicada por by Aspect, 2004)
- DC Universe: Inheritance (publicada por Warner Books, 2006)